# Верчик, Юлиус
Юлиус Верчик (словац. Július Verčík; 12 апреля 1894, Жилина — 8 июня 1981, Жилина, Среднесловацкий край) — словацкий политик, редактор, переводчик и публицист. Известен также под псевдонимами: Вл. Татран, Вл. Горский, Родолюб, Зеленай, Каменский, Григорьевич, Броневик.

## Биография
Юлиус Верчик родился 12 апреля 1894 года в городе Жилина на северо-западе Словакии, где окончил гимназию; по основной профессии — слесарь по ремонту станков. Ещё в молодости вступил в социал-демократическую партию. Во время Первой мировой войны воевал на русском и сербском фронтах. 
После событий 1918 года находился на левом крыле Социал-демократической партии Словакии и после её раскола и основания Чехо-словацкой компартии в 1921 году примкнул к ней и занимал в партии и профессиональном движении ряд ответственных постов. 
Верчик — основатель органа словацкой компартии «Правда», ведущим сотрудником которой он оставался несколько лет. 
В 1924 году на Пятом конгрессе Коммунистического интернационала Ю. Верчик был избран кандидатом в его Исполком, на втором съезде Чехословацкой компартии (в том же году) Верчик был избран в Центральный комитет, пленум которого делегировал его в Политбюро. 
Пока компартия, при содействии советских войск, не стала правящей, Верчик за свою политическую деятельность неоднократно привлекался властями к суду и отбывал тюремное заключение. В 1950-х годах его снова осудили и заключили в тюрьму, на этот раз по ложному обвинению.
Время от времени он писал стихи и статьи о своем пребывании в Советском Союзе. Он переводил с немецкого, русского, чешского языков, а также перевёл «Манифест Коммунистической партии». 
Юлиус Верчик умер 8 июня 1981 года в родном городе.
С женой Сидонией (урожденной Хабиновой) у него родилось трое сыновей.